# Zion Corrales-Nelson
Zion Rose Corrales-Nelson (Burnaby, 11 ottobre 1998) è una velocista filippina.

## Biografia
Zion Corrales-Nelson nasce nella città canadese di Burnaby, capoluogo dell'area metropolitana di Vancouver, in Columbia Britannica, seconda delle tre figlie dell'agente immobiliare giamaicano Steven Nelson e dell'avvocata filippina Editha Corrales, originaria di Tarlac. Proveniente da una famiglia di sportivi, è cugina del cestista dell'Università Arellano Zachary Nicholls e del giocatore dei New York Rangers Josh Nicholls. Dal 2015 è studente dell'Università della California - Berkeley.
Il 30 maggio 2014, durante un evento di atletica disputatosi a Langley, supera il record nazionale filippino nei 400 metri stabilito da Lydia de Vega nel 1981 (54"75), con una prestazione di 54"18. Grazie a tale riconoscimento inizia ad essere accostata proprio alla De Vega, considerata la donna più veloce d'Asia negli anni ottanta. Il primato verrà superato tre anni più tardi dalla rivale e amica Kayla Anise Richardson, capace di correre in 53"81.
Nel 2014 è nominata "atleta dell'anno" dall'Associazione di atletica leggera delle Filippine.
Con l'obbiettivo di prendere parte ai Giochi di Rio de Janeiro 2016, la Nelson decide di partecipare ai mondiali under 20 2016 di Bydgoszcz, dovendosi tuttavia fermare alle batterie dei 100 metri con una prestazione di 11"80. Nella gara dei 200 m riesce a qualificarsi alle semifinali con un tempo di 24"00 nelle batterie, il suo migliore personale. Il giorno dopo in semifinale viene eliminata dopo essere arrivata quinta correndo in 24"05.

## Record nazionali

### Seniores
- Staffetta 4×100 metri: 44"81 ( Kuala Lumpur, 25 agosto 2017) (Zion Corrales Nelson, Kayla Anise Richardson, Kyla Ashley Richardson, Eloisa Luzon)

## Progressione

### 100 metri piani
| Stagione | Risultato | Luogo   | Data     | Rank. Mond. |
| -------- | --------- | ------- | -------- | ----------- |
| 2016     | 11"79     | Nanaimo | 3-6-2016 | –           |
| 2015     | 11"94     | Langley | 5-6-2015 | –           |

### 200 metri piani
| Stagione | Risultato | Luogo     | Data      | Rank. Mond. |
| -------- | --------- | --------- | --------- | ----------- |
| 2016     | 24"00     | Bydgoszcz | 22-7-2016 | –           |
| 2015     | 24"34     | Surrey    | 30-5-2015 | –           |
| 2014     | 24"15     | Burnaby   | 6-7-2014  | –           |

### 400 metri piani
| Stagione | Risultato | Luogo   | Data      | Rank. Mond. |
| -------- | --------- | ------- | --------- | ----------- |
| 2015     | 55"60     | Langley | 4-6-2016  | –           |
| 2014     | 54"18     | Langley | 30-5-2014 | –           |

## Palmarès
| Anno | Manifestazione              | Sede         | Evento      | Risultato  | Prestazione | Note                                     |
| ---- | --------------------------- | ------------ | ----------- | ---------- | ----------- | ---------------------------------------- |
| 2014 | Mondiali juniores           | Eugene       | 200 m piani | Batteria   | 24"34       |                                          |
| 2014 | Mondiali juniores           | Eugene       | 400 m piani | Batteria   | dq          |                                          |
| 2014 | Giochi olimpici giovanili   | Nanchino     | 400 m piani | 4ª (B)     | 55"32       | Miglior prestazione personale stagionale |
| 2016 | Mondiali under 20           | Bydgoszcz    | 100 m piani | Batteria   | 11"80       |                                          |
| 2016 | Mondiali under 20           | Bydgoszcz    | 200 m piani | Semifinale | 24"05       |                                          |
| 2017 | Giochi del Sud-est asiatico | Kuala Lumpur | 100 m piani | 8ª         | 12"01       |                                          |
| 2017 | Giochi del Sud-est asiatico | Kuala Lumpur | 200 m piani | 4ª         | 24"26       |                                          |
| 2017 | Giochi del Sud-est asiatico | Kuala Lumpur | 4×100 m     | Bronzo     | 44"81       | Record nazionale                         |